# Coccolepis
Il coccolepide (gen. Coccolepis) è un pesce osseo estinto, appartenente ai condrostei. Visse tra il Giurassico inferiore e il Cretaceo inferiore (circa 195 - 115 milioni di anni fa) e i suoi resti fossili sono stati ritrovati in Europa, Asia, Australia. 

## Descrizione
Questo pesce era solitamente di piccole - medie dimensioni, con un corpo robusto e poco slanciato. Solitamente le specie appartenenti a questo genere non superavano i 10 centimetri di lunghezza (ad esempio Coccolepis bucklandi), ma alcune specie raggiungevano i 25-30 centimetri. La testa era grossa, il muso un po' stretto e gli occhi piccoli. La pinna dorsale, di forma pressoché triangolare, era situata nella parte posteriore del corpo. La pinna anale, di forma e dimensioni simili, era più arretrata. Le pinne ventrali erano molto grandi e poste all'incirca a metà del corpo, mentre quelle pettorali erano leggermente più piccole. La pinna caudale era eterocerca, con il lobo superiore leggermente più grande di quello inferiore. Al contrario di numerosi altri pesci ossei arcaici, Coccolepis non possedeva scaglie pesanti che ricoprivano tutto il corpo, bensì scaglie piccole, sottili e arrotondate. 

## Classificazione
Il genere Coccolepis venne descritto per la prima volta nel 1843 da Louis Agassiz, che ne descrisse i fossili nella famosa opera Recherches sur les Poissons Fossiles. La specie tipo è Coccolepis bucklandi, proveniente dal Giurassico superiore (Kimmeridgiano) di Solnhofen, in Germania. A questo genere longevo sono state attribuite numerose altre specie: la più antica è C. liassica di Lyme Regis (Inghilterra), risalente al Giurassico inferiore (Sinemuriano); oltre alla già citata C. bucklandi, dal Giurassico superiore provengono C. australis dell'Australia, C. aniscowitchi del Kazakistan e C. andrewsi del Titoniano dell'Inghilterra, mentre nel Cretaceo inferiore vissero C. yumenensis (Cina, a volte ascritto al genere Sunolepis) e C. woodwardi (Aptiano dell'Australia). La specie di grandi dimensioni C. macroptera del Berriasiano di Bernissart (Belgio) è stata attribuita al genere Barbalepis.

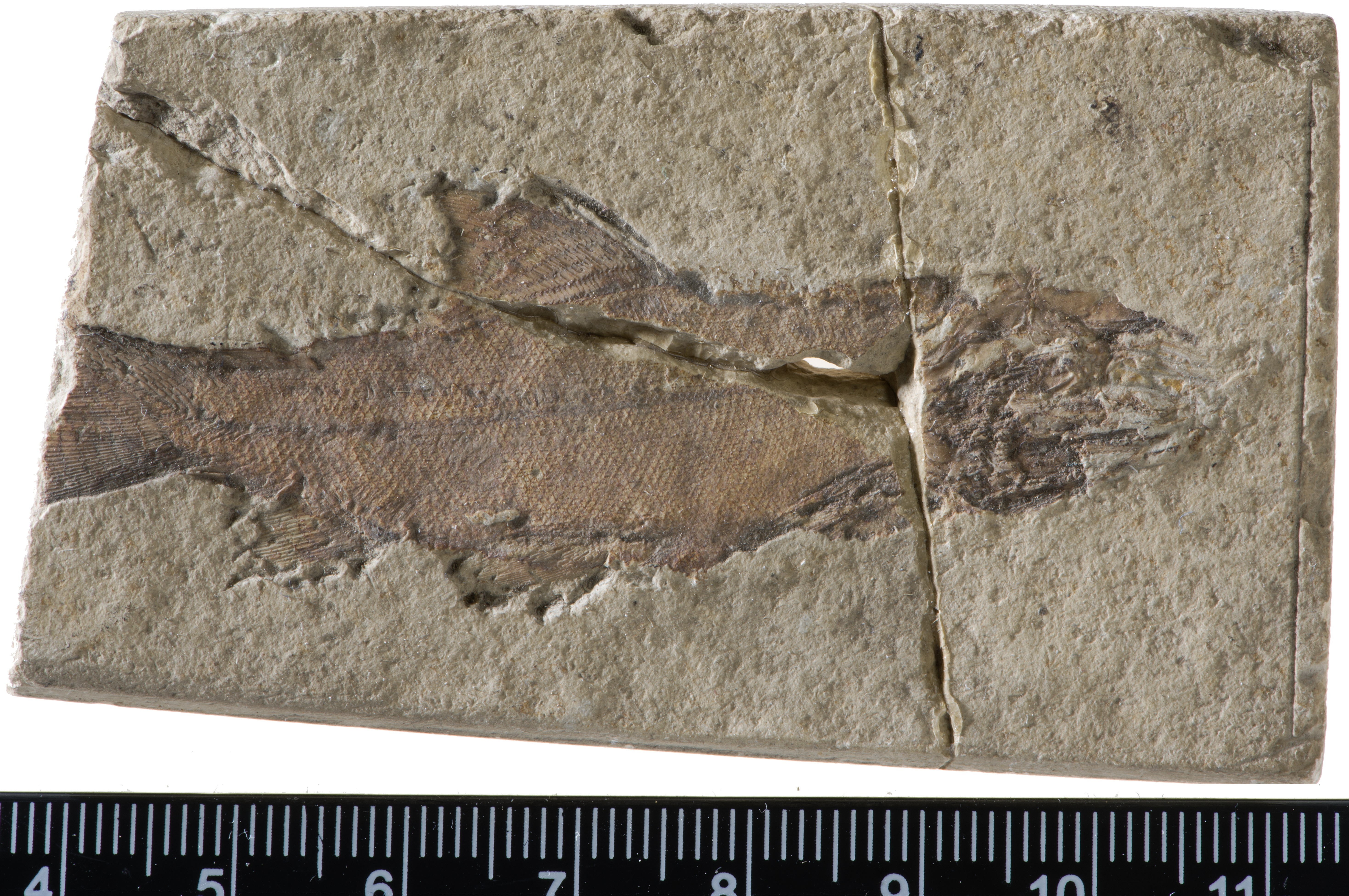
Fossile di Coccolepis bucklandi

Coccolepis è un pesce dall'incerta collocazione sistematica. Le caratteristiche delle ossa del cranio ricordano gli arcaici paleonisciformi (in cui per lungo tempo è stato incluso), ma altre caratteristiche lo riconducono ai condrostei (il gruppo che comprende anche gli attuali storioni). In ogni caso, Coccolepis è stato ascritto a una famiglia a sé stante, Coccolepididae, che comprende anche i generi Sunolepis , Plesiococcolepis, Iyalepis, Morrolepis e Condorlepis. Attualmente, i Coccolepididae sono considerati rappresentanti basali dei condrostei (Hilton et al., 2004; Lopez-Arbarello et al., 2013).

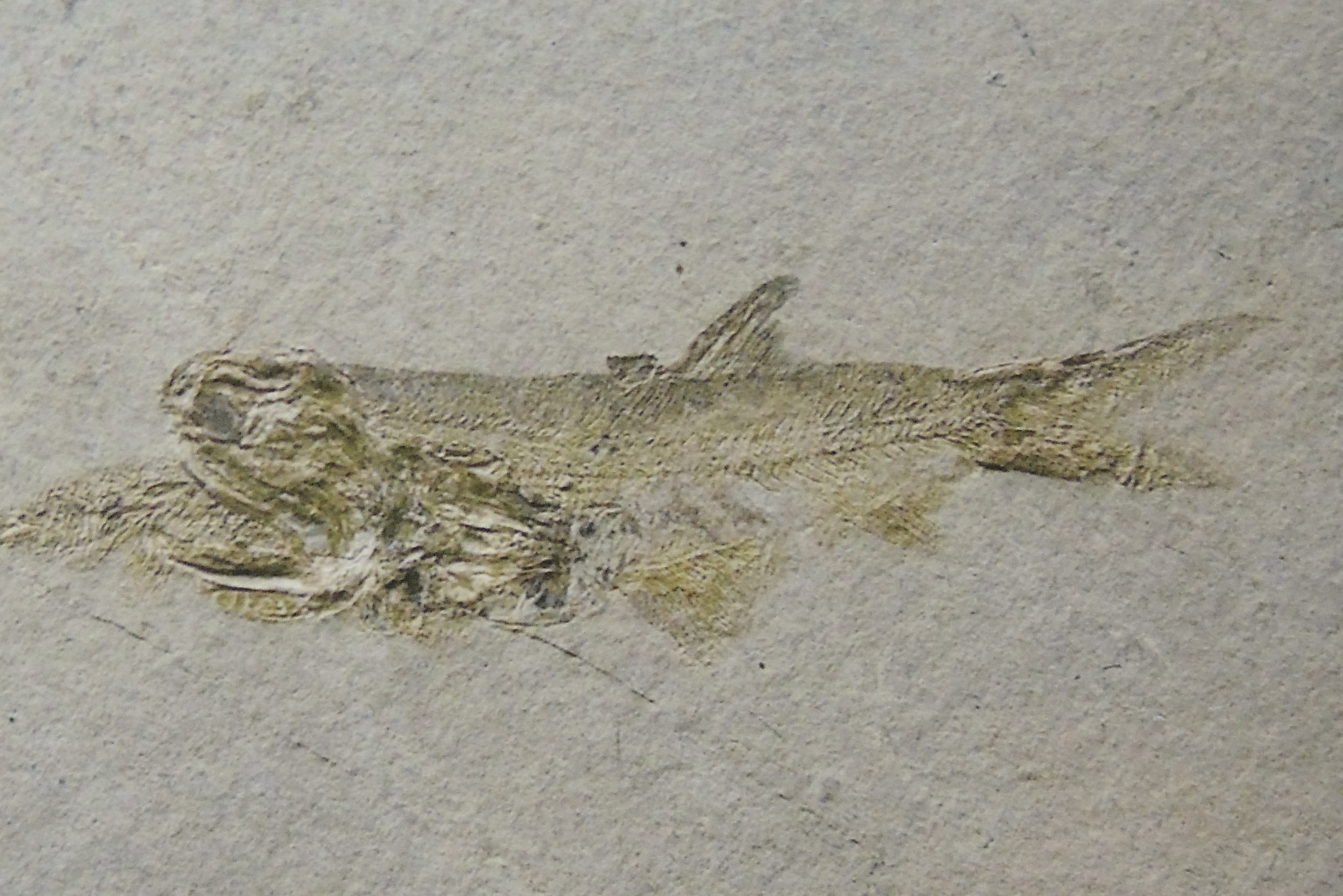
Fossile di Coccolepis aniscowitchi conservatosi nell'atto di ingoiare una preda

## Paleobiologia
Il genere Coccolepis viveva sia in acque marine (ad esempio C. liassica e C. bucklandi) che in acque dolci (ad esempio C. australis e C. woodwardi); probabilmente si nutriva di piccoli animali.